# Ray of Light (chanson)
Pour l'album, voir Ray of Light.
Singles de Madonna
Frozen
(1998) Drowned World/Substitute for Love
(1998)
Pistes de Ray of Light
Swim
(2) Candy Perfume Girl
(4)
Ray of Light est une chanson de l'artiste américaine Madonna, extraite de son album éponyme. Écrite par Madonna, William Orbit, Clive Maldoon, Dave Curtiss et Christine Leach, la chanson est sortie comme deuxième single en 1998. La chanson a également été incluse dans les albums de compilation GHV2 (2001) et Celebration (2009).
La chanson a été saluée par les critiques musicaux pour ses sonorités électroniques, ses paroles et sa "chaleur émotionnelle". La chanson a également été nommée pour trois Grammy Awards : Enregistrement de l'année, Meilleur enregistrement de dance et Meilleur clip vidéo, remportant les deux derniers. Ray of Light a débuté et atteint la cinquième place du Billboard Hot 100, devenant ainsi le meilleur démarrage de Madonna dans ce classement à ce jour. Elle a également atteint la première place du classement Hot Dance Club Songs. Au niveau international, la chanson a atteint le top 5 au Canada, en Finlande et au Royaume-Uni, et s'est classée numéro un en Grèce, en Écosse et en Espagne.
Le clip accompagnant Ray of Light a été réalisé par Jonas Åkerlund et montre des scènes de différentes villes du monde, avec Madonna chantant la chanson devant elles. La vidéo a été acclamée par la critique et a reçu le Grammy Award de la meilleure vidéo musicale courte, ainsi que cinq prix aux MTV Video Music Awards de 1998.
La chanson a été interprétée lors de trois tournées de Madonna, la dernière étant le Sticky & Sweet Tour (2008-09). Elle a été reprise par un certain nombre d'artistes et a figuré dans plusieurs éléments de la culture populaire, comme dans l'émission Glee de la FOX, ainsi que dans différentes campagnes publicitaires. En 2001, le morceau fut choisi pour constituer la bande originale de la publicité du système d'exploitation informatique Windows XP de Microsoft. Avant cela, il avait été utilisé par la marque de cosmétique Max Factor pour sa publicité en 1999.

## Genèse et sortie

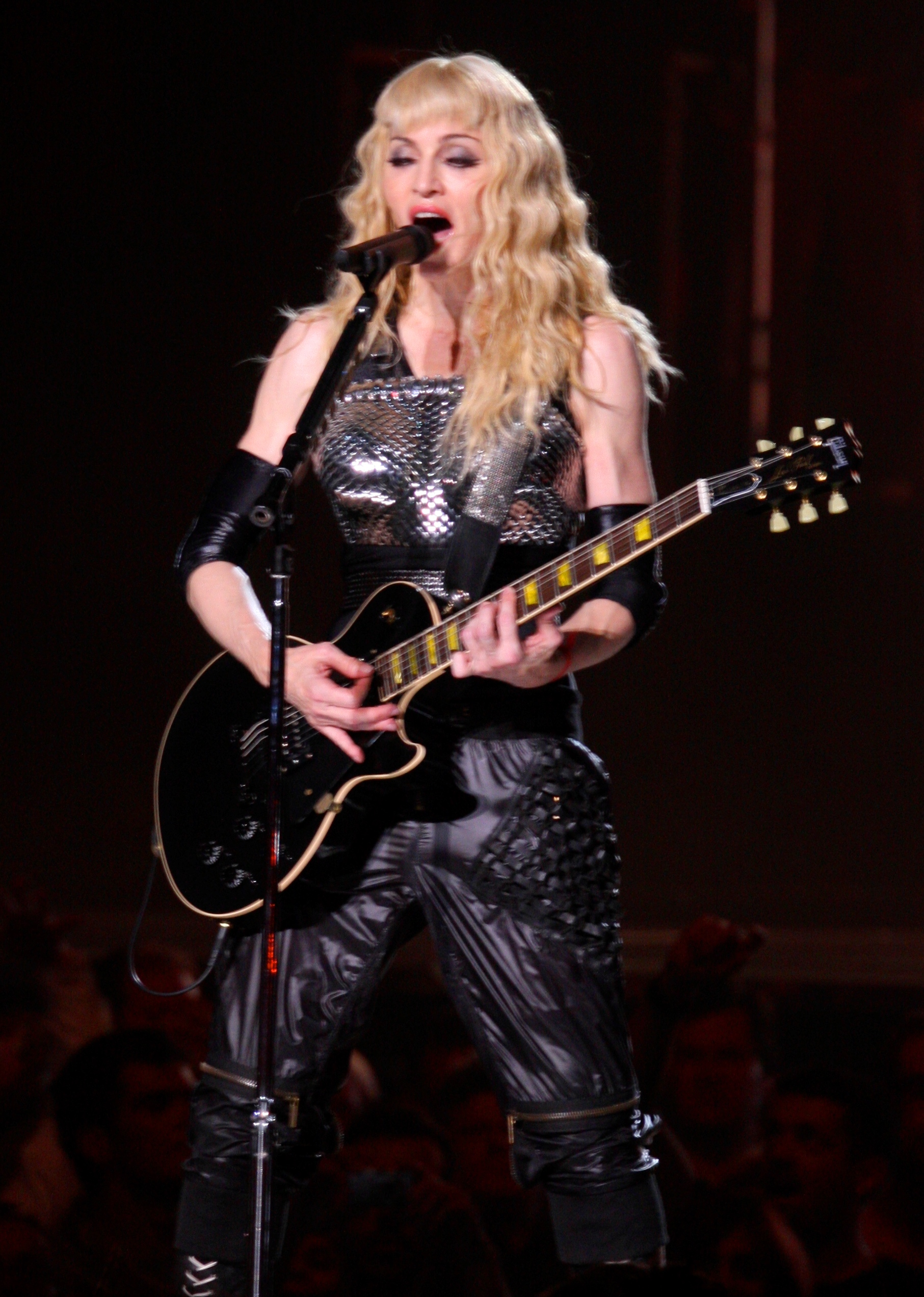
Madonna interprétant Ray of Light au Madison Square Garden de New York le 7 Octobre 2008.

Depuis 1996, Madonna a vécu un certain nombre d'expériences qui ont changé sa vie, notamment la naissance de sa fille Lourdes, son intérêt pour le mysticisme oriental et la Kabbale, ainsi que le rôle principal qu'elle a tenu dans la comédie musicale Evita en 1996. Un an plus tard, elle commence à travailler sur Ray of Light, son septième album studio. Madonna a écrit les chansons avec William Orbit, Patrick Leonard, Rick Nowels et Babyface.
L'auteure Carol Benson a commenté qu'il s'agissait d'un "album de danse profondément spirituel" dont l'essentiel est basé sur la carrière de Madonna, son parcours et les nombreuses identités qu'elle a endossées au fil des ans. La maternité a adouci la chanteuse sur le plan émotionnel, ce qui se reflète dans les chansons.
Madonna a principalement travaillé avec Orbit après que Guy Oseary, associé de Maverick Records, ait téléphoné à Orbit et lui ait suggéré d'envoyer quelques chansons à la chanteuse. Il a envoyé une cassette audio numérique (DAT) de 13 titres à Madonna, parmi lesquels figurait Ray of Light. Elle est basée sur le titre Sepheryn (1971), du duo anglais de musique folk Curtiss Maldoon (dont les membres sont Dave Curtiss et Clive Maldoon). En 1996, la chanteuse et compositrice anglaise Christine Leach, nièce de Maldoon, a enregistré sa propre version de ce titre. Leach a déclaré qu'elle avait toujours aimé le travail du duo et que Sepheryn était sa chanson favorite. Elle a travaillé un temps avec Orbit et a enregistré une démo de Sepheryn sur une mélodie sur laquelle il travaillait. Leach a réécrit le refrain et enlevé quelques parties de la composition originale,. Orbit l'a incluse dans le DAT en pensant que Leach avait écrit la chanson. Après que Madonna ait entendu la version préliminaire, elle l'a aimée et a modifié les paroles pour créer Ray of Light.

## Enregistrement et composition
Ray of Light a été enregistrée avec le reste de l'album au Larrabee North Studio à North Hollywood en Californie, au milieu de l'année 1997. Il a été masterisé par Ted Jensen aux Sterling Studios à New York. La cassette audio contenait la majeure partie des enregistrements de la chanson, ainsi que les sessions préliminaires de démo dans la maison de Madonna à New York, ainsi qu'aux Hit Factory Studios où Madonna a chanté la chanson pour la première fois. Comme pour la majeure partie de l'album, les sons synthétiques enregistrés pour Ray of Light ont été joués sur un Roland Juno-106. Madonna et Orbit avaient organisé une session avec un batteur à Los Angeles, mais cela n'avait pas été concluant. Orbit a finalement contacté Fergus Gerrand qui lui a fait écouter des échantillons de batterie à Londres. Orbit les a introduits dans sa station de travail et les a coupés manuellement, au lieu d'utiliser un logiciel d'édition automatique comme ReCycle.
Selon la biographe Lucy O'Brien, dans son livre Madonna : Like an Icon, Orbit a créé une atmosphère de type 'sensurround' dans le morceau, qui voit Madonna approfondir ses racines de danse et opter pour un son beaucoup plus électronique,. Selon la partition de Musicnotes.com publiée par Alfred Publishing Co. Inc. , la mesure est à 4 temps avec un tempo modérément rapide de 126 battements par minute. La tonalité est si bémol majeur et le registre vocal s'étend des notes si 3 à fa 5. Elle suit une progression harmonique de si  - do m 7- ré m - mi  - si  dans l'introduction, puis passe à si  - mi  pendant les versets.
La chanson commence par un riff de guitare électrique comparable à la musique du groupe de rock alternatif anglais Oasis. Les accords s'harmonisent entre eux, se poursuivant pendant 22 secondes. La mélodie techno commence alors, consistant en un son synthétique principal oscillant sur la note musicale primaire, l'égaliseur se déplaçant entre les basses et les aigus,. Le rythme "agité " est accompagné d'un riff d'accords d'inspiration rock, la tonalité aigüe de Madonna étant plus élevée que celle des autres morceaux de l'album,.
Sur le plan lyrique, le morceau est optimiste, en accord avec le thème de la musique. Selon Madonna, les couplets sont un regard mystique sur l'univers et sur notre petitesse par rapport à lui. Elle voulait capter un sentiment d'émerveillement avec les paroles, comme si quelqu'un venait d'ouvrir les yeux et regardait le monde pour la première fois. Dans une interview avec NME magazine, Madonna a précisé que les paroles transmettent le sentiment d'être petit par rapport au vaste univers. Elles évoquent également le fait que la vie ordinaire va à une vitesse plus rapide que celle de la lumière, mais que l'on peut sortir de ce voyage et se regarder d'un point de vue extérieur.

## Accueil

### Critiques de la presse

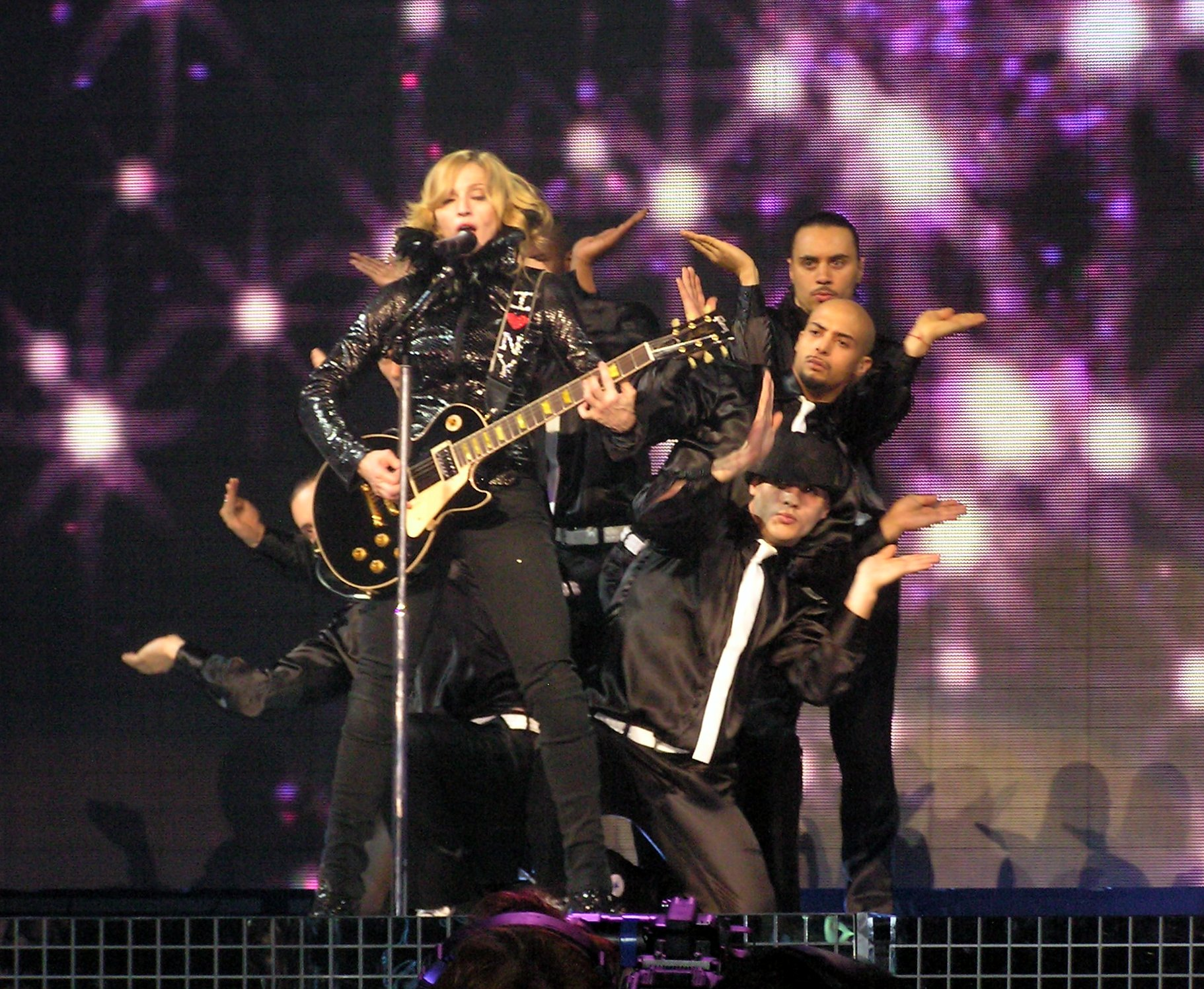
Madonna,avec ses danseurs, interprétant "Ray of Light" durant the Confessions Tour (2006)

La chanson Ray of Light a été acclamée par plusieurs critiques musicaux. Dans une critique de l’ensemble de l'album, Stephen Thomas Erlewine de AllMusic a décrit le morceau comme "tourbillonnant".
Larry Flick de Billboard l'a décrit comme Madonna au meilleur de sa forme, la qualifiant de "chanson intense spirituellement et souvent poétique". Il a notamment mentionné la souplesse de sa voix et la progression de Madonna en tant qu'artiste. Rob Sheffield de Rolling Stone, dans sa critique de l'album dans son ensemble, a écrit que, à l'instar  des morceaux Swim et Drowned World/Substitute For Love, le son de Madonna dans la chanson est "positivement féroce".
Sal Cinquemani de Slant Magazine a écrit que la chanson était une "célébration frénésique", et a souligné le chant exalté de Madonna. Dans une critique de la deuxième compilation de hits de Madonna, GHV2 (2001), Cinequemani a écrit :

« Comme aucun autre tube de Madonna de mémoire récente, le frénétique "Ray of Light" a trouvé la chanteuse dans une célébration techno-frénésique. Qu'il s'agisse d'une révélation d'ordre spirituel ou sonore, son exaltation est indéniable. Les rythmes de synthétiseurs analogiques et de guitares électriques d'Orbit complètent parfaitement la capacité d'élasticité des nouvelles cordes vocales de Madonna. Elle n'avait jamais atteint de tels sommets depuis Deeper and Deeper. »

## Performance dans les hits-parades
Aux États-Unis, Ray of Light a débuté à la cinquième place du Billboard Hot 100, pour le numéro daté du 11 juillet 1998. C'est le single qui a connu le plus grand nombre de succès, dépassant ses précédents meilleurs débuts avec You'll See (1995) et Frozen (1998), qui avaient tous deux débuté à la huitième place. La chanson a également atteint le sommet du classement Hot Dance Club Play de Billboard, restant à la 1ère place durant quatre semaines au total. Ray of Light a été certifiée or par la Recording Industry Association of America (RIAA) en septembre 1998 pour la vente de 500 000 exemplaires du single à travers les États-Unis. Au Canada, elle a débuté au numéro 85 du RPM Singles Chart et a atteint le numéro trois à sa huitième semaine. Elle a été présente sur le classement pour une durée totale de 30 semaines.
Au Royaume-Uni, le single a débuté avec 76 000 copies vendues et a atteint la deuxième place le 9 mai 1998, la première place étant occupée par Under the Bridge / Lady Marmalade du groupe All Saints, qui a également débuté la même semaine avec environ 31 000 copies vendues de plus que Ray of Light.

## Clip vidéo

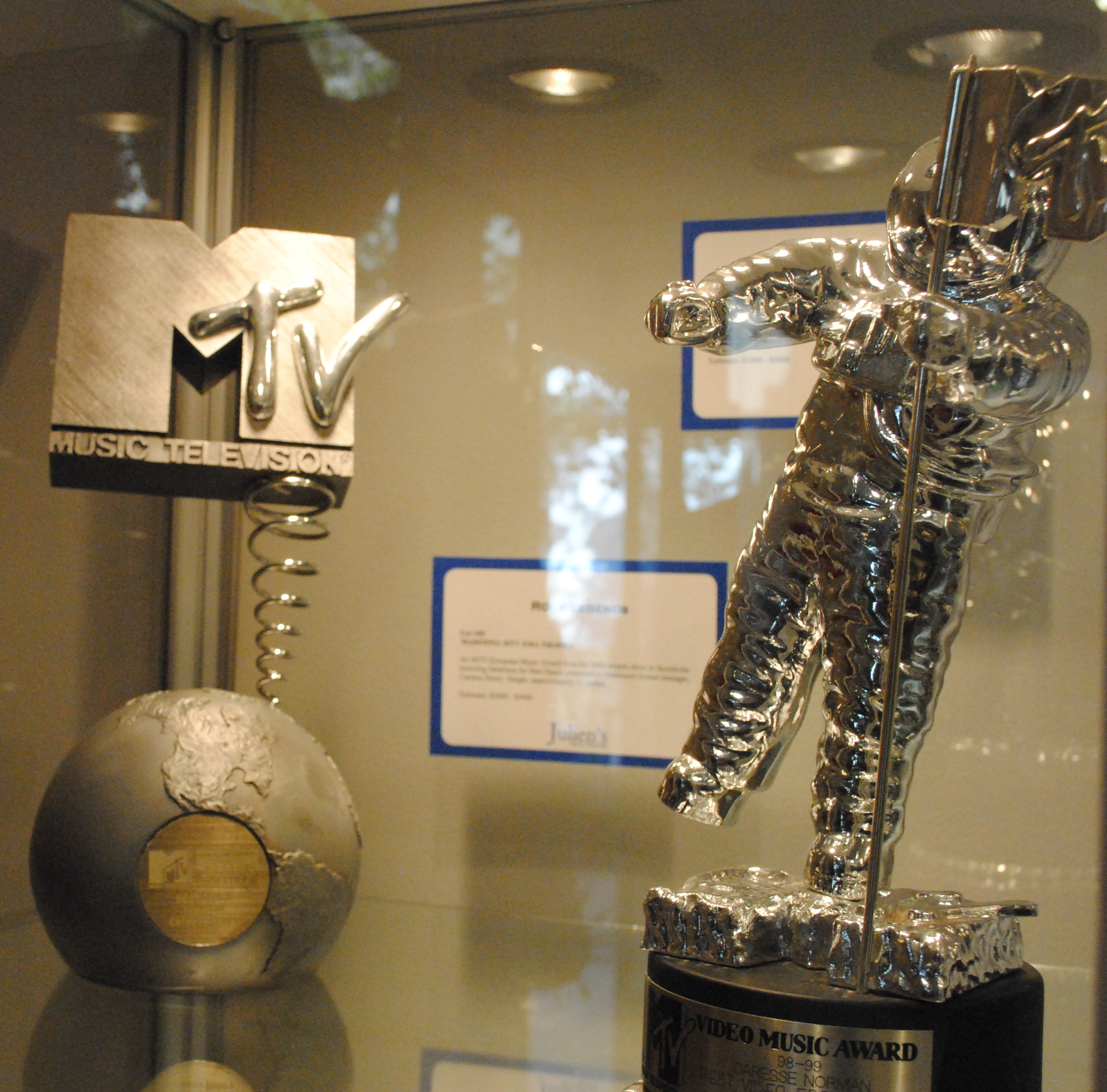
À droite, le MTV Video Music Award de la meilleure réalisation remporté pour le clip de Ray of Light de Jonas Akerlund.

Le clip de Ray of Light a été réalisé par Jonas Åkerlund, qui avait déjà tourné le clip controversé de la chanson Smack My Bitch Up (1997) de The Prodigy. Madonna a fait appel à Åkerlund car le clip de la chanson Smack My Bitch Up était son préféré du moment. Madonna a déclaré que lorsqu'[elle] travaillait sur un album, elle y mettait toute son âme, mais que la réalisation d’un clip demandait beaucoup plus de travail en collaboration avec un réalisateur. Pour l'album Ray of Light, elle a déclaré vouloir une nouvelle expression pour les clips vidéos, et ainsi collaborer avec de nouveaux réalisateurs. Elle a aimé la façon particulière de travailler d' Åkerlund et s'est entretenue avec lui par téléphone. Leurs conversations se sont poursuivies pendant plus de six mois dont la majeure partie du temps a été de parvenir au concept final pour le clip.
Selon la chanteuse, le clip dépeint "une journée sur Terre montrant que nous nous dirigeons à toute vitesse vers la fin du XXe siècle. Je pense que Jonas [Åkerlund] a fait une excellente interprétation de la chanson, même s'il m'a obligé à danser comme un fou pendant deux jours. C'est un réalisateur très exigent". Les critiques l'ont comparé au film expérimental américain Koyaanisqatsi sorti en 1982, qui montre des images de villes en time-lapse. Les scènes où apparaît Madonna ont été tournées les 25 et 26 mars 1998 dans les studios de MTV/VH1 à Los Angeles, quant aux scènes d'arrière-plan, elles ont été tournées dans différentes villes telles que Los Angeles, New York, Londres, Las Vegas et Stockholm,.

### Tournage et production
Pendant le tournage, Åkerlund était accompagné de trois de ses employés suédois: le photographe Henrik Halvarsson, le concepteur de production Mattias Lindgren et le monteur Max Vitali. La fille de Madonna, Lourdes, était également présente sur le plateau. Åkerlund se souvient qu'un jour après le tournage, il a reçu un appel de Mick Jagger pour réaliser le nouveau clip vidéo des Rolling Stones, mais il a dû décliner l'offre car le tournage du clip lui prenait tout son temps. Le tournage a duré plus de 14 jours, pendant lesquels il a fait monter l'équipe dans une voiture, trouvé un angle de vue pour la caméra 35 mm et attendu que les plans soient pris un par un. Il a dû garder un diagramme dans sa poche pendant toute la durée du tournage, qui contenait tous les plans de chaque séquence filmée. Toutes les dix secondes, ils ont capté une image et ont continué pendant une demi-heure pour obtenir environ cinq secondes de la séquence, ce qui a fait de Ray of Light le plus long tournage jamais réalisé pour une vidéo musicale selon Åkerlund. L'équipe de tournage a également monté la caméra sur un bus qui a roulé dans les rues de New York pour capter les scènes.

### Sortie et accueil du clip
Le clip a été diffusé pour la première fois sur MTV Live le 12 mai 1998. Le clip commence avec un lever du soleil et un homme ouvrant les rideaux de sa maison, jusqu'à ce qu'il progresse dans le style inspiré de Koyaanisqatsi, avec des images de la vie quotidienne: des gens prenant le métro, commandant à manger, jouant au bowling, des enfants dans une salle de classe, des paysages urbains accélérés et des autoroutes la nuit. Entre ces scènes, on voit Madonna danser et chanter le morceau, son image se fondant partiellement dans le paysage urbain en accéléré. Pendant le couplet intermédiaire, le mouvement à grande vitesse s'arrête et la caméra se concentre uniquement sur Madonna avec pour fond un coucher de soleil, puis accélère à nouveau rapidement. Alors que le clip se poursuit à la tombée de la nuit, des images à grande vitesse montrent Madonna danser dans une discothèque avec la caméra focalisée sur les noceurs. Elle se met soudain à crier. A la toute fin de la vidéo, on la voit s'endormir sur la piste de danse, et un plan tournant de la planète Terre.
Le 23 juin 1998, le clip est sorti en version cassette en édition limitée à 40 000 exemplaires par Warner Music Vision. Il s'est vendu à 7 381 exemplaires le mois suivant sa sortie, devenant ainsi le single vidéo le plus vendu de l'ère Nielsen SoundScan. Le clip a figuré dans le classement des ventes de vidéos musicales de Billboard pendant 13 semaines au total.
Avec Ray of Light, Madonna a lancé son look de "mère nature", avec ses longs cheveux blonds et son corps bronzé.L'auteur Georges Claude Guilbert a écrit dans son livre, Madonna as Postmodern Myth, que son apparence était comparable à celle de la chanteuse Alanis Morissette et aux peintures italiennes. Selon Madonna, elle a opté pour un style Renaissance italienne, évoquant les œuvres des peintres Raphaël et Botticelli. Guilbert a trouvé que la description de la chanteuse correspondait au postmodernisme, en phase avec l'esprit du temps, et a noté que ce n'était qu'une de ses "nombreuses réinventions". Le livre rappelle comment Madonna "s'est rapidement lassée de la phase 'Botticelli-Mère nature', les singles suivants étant présentés avec un nouveau look d'inspiration asiatique". Dans le livre Ex-foliations: Reading Machines and the Upgrade Path, l'auteur Terry Harpold a commenté les séquences de time-lapse, en particulier l'image d'une horloge et de ses aiguilles tournant au fil des heures. Il considère que le clip dépeint la vie quotidienne comme une tentative futile de survie, accentuée par un autre plan montrant l'échographie d'un fœtus in utero et un hamster courant sur une roue. Santiago Fouz-Hernández, l'un des auteurs de l'ouvrage Madonna's Drowned Worlds, décrit Madonna comme ésotérique dans le clip, ainsi qu'un "spiritualisme à fleur de peau de Beverly Hills",.La vidéo se trouve sur les compilations Madonna, The Video Collection 93:99 (1999) et Celebration: The Video Collection (2009),.

## Polémiques
En 1998, le clip de Ray of Light est comparé par plusieurs médias à celui de Non è mai stato subito du chanteur italien Biagio Antonacci. Le réalisateur Stefano Salvati commentera l'affaire en parlant ouvertement de plagiat,.
Un groupe religieux appelé World Vaishnava Association (WVA) a affirmé que Madonna avait offensé les hindous avec sa performance durant les MTV Music Awards en 1998, car elle portait des symboles de l'hindouisme sur sa tête. Un porte-parole de l'association a déclaré que la marque (appelée Om̐) est un symbole de chasteté, d'harmonie et de pureté, et qu'elle est conçue pour montrer "le dévouement à Dieu". Le représentant du groupe a également déclaré qu'en simulant un acte sexuel vêtue un débardeur transparent sur scène alors qu'elle portait la marque, Madonna avait offensé les hindous et les yogis. Un porte-parole de Madonna a déclaré que la chanteuse ne comprenait pas pourquoi le groupe WVA était contrarié car elle n'avait rien fait d'insultant et ne souhaitait insulter personne. Cependant, le vice-président de la WVA a défendu la chanteuse en déclarant que "la communauté hindoue et les chercheurs spirituels orientaux du monde entier devraient être personnellement heureux pour Madonna en raison de son intérêt sincère pour la vie éclairée, et lui être reconnaissants pour ses efforts sincères pour attirer les autres à en faire de même".

## Prix et distinctions
En 1999, Ray of Light a remporté deux Grammy Awards du meilleur enregistrement danse et du meilleur clip. Il a été nommé pour l’enregistrement de l'année, mais s'est incliné face à My Heart Will Go On de Céline Dion,. Aux ASCAP Rhythm and Soul Awards de 1999, le titre a remporté le prix de la Meilleure chanson de danse et a également remporté la catégorie de la chanson la plus interprétée aux ASCAP Pop Awards de la même année,. Ray of Light est souvent classée comme étant l'une des meilleures chansons des années 1990. En 2003, Q Magazine l'a classée 609ème dans sa liste des "1001 meilleures chansons de tous les temps". En 2005, la chanson a été placée en 401ème position dans la liste des "500 meilleures chansons depuis que vous êtes nés" par Blender. En mai 2018, Billboard a établi un classement des meilleures chansons de 1998, plaçant Ray of Light à la neuvième place. Joe Lynch, l'auteur de la publication, a déclaré que la composition « a donné à la radio son morceau de danse le plus joyeux, le plus exaltant et le plus vivifiant[...] Alors oui, les jeunes branchés se déchaînaient depuis des années dans des raves, mais il a suffi d'une mère de 39 ans à l'avant-garde des tendances pour percer dans le top 40, ce que on a appelé alors la prise de contrôle de la pop sur l'électronique ». Un mois plus tard, The Guardian l'a classé comme le quatrième meilleur single de Madonna. De même, Entertainment Weekly l'a classé comme le cinquième meilleur single de Madonna.
Le clip a reçu un total de huit nominations aux MTV Video Music Awards en 1998, et a fini par remporter cinq récompenses pour: la vidéo de l'année, la meilleure vidéo féminine, la meilleure réalisation, le meilleur montage et la meilleure chorégraphie, devenant ainsi la chanson la plus primée de la cérémonie. Aux International Dance Music Awards, le clip a remporté le trophée de la Meilleure vidéo de danse, et aux Much Music Video Awards, le clip a remporté le trophée de la Meilleure vidéo internationale.

## Interprétations scéniques

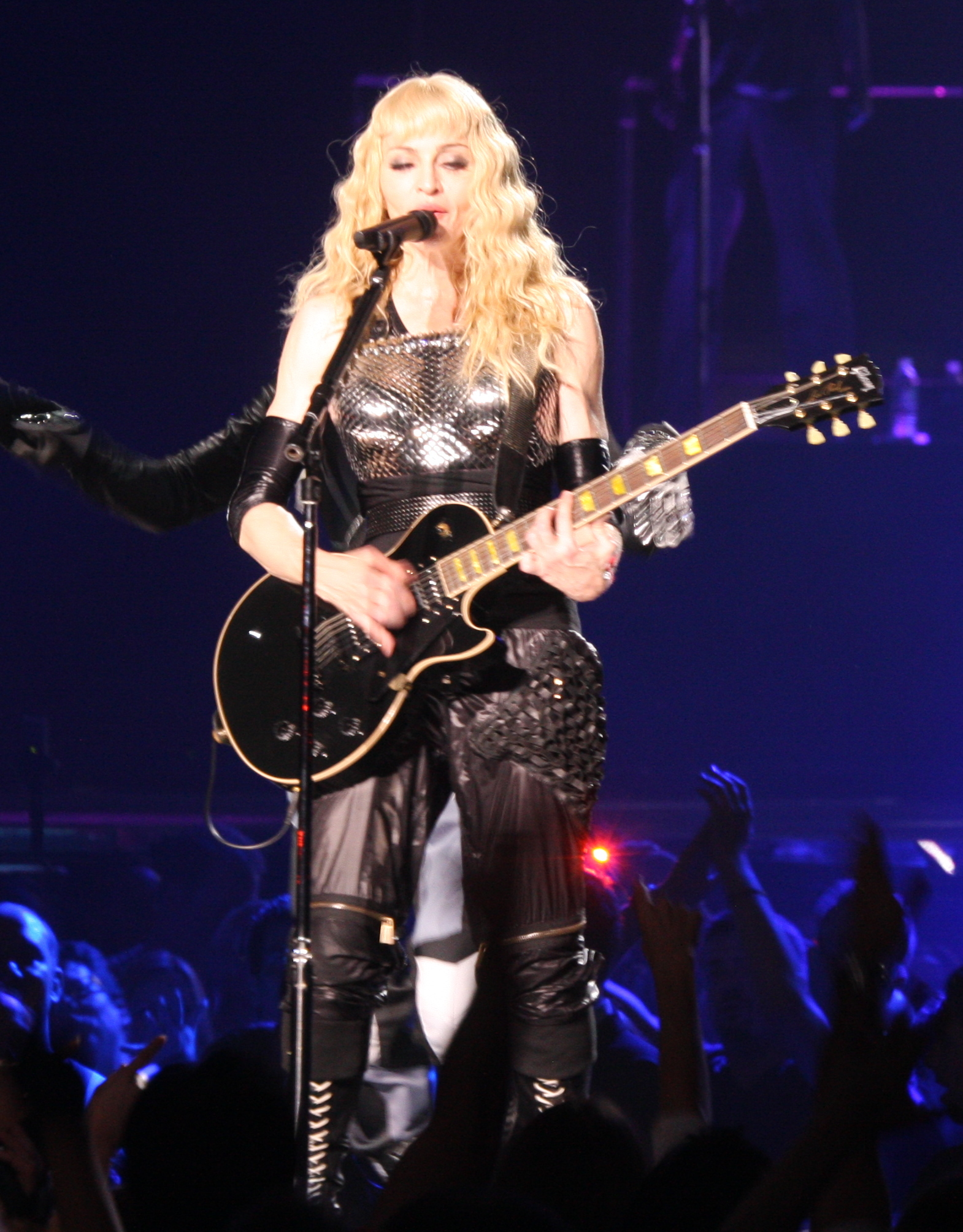
Madonna,interprétant "Ray of Light" durant le Sticky & Sweet Tour2008–2009

En février 1998, Madonna a présenté Ray of Light lors d'un concert surprise au nightclub Roxy NYC pour la promotion de l'album éponyme. Trois mois plus tard, elle est apparue dans le Oprah Winfrey Show et l'a interprété ainsi que le titre de l'album "Little Star" Lors des MTV Video Music Awards 1998, Madonna a commencé à interpréter Shanti/Ashtangi, portant des cheveux noirs et un sari indien puis Lenny Kravitz est ensuite apparu en jouant de la guitare permettant de faire la transition au morceau Ray of Light.
Ray of Light a également figuré dans les set-lists de trois tournées de Madonna - le Drowned World Tour de 2001, le Confessions Tour de 2006 et le Sticky & Sweet Tour de 2008-2009. Sur le Drowned World Tour, la chanson a été incluse comme cinquième chanson du segment Néo-Punk, où la chanteuse l'a interprétée en portant des vêtements d'inspiration punk, avec sur écrans de fond  une version vidéo étendue du clip de la chanson. Cette fois, la guitare électrique était jouée par Monte Pittman Michael Hubbard de MusicOMH a noté que "les choses se sont rapidement réchauffées avec [...] Ray Of Light, un titre tout simplement aussi sublime qu' infectieux". En 2005, Madonna a interprété Ray of Light lors du concert de charité Live 8, et un an plus tard au Coachella Valley Music and Arts Festival à Indio, Californie.
Lors de son Confessions Tour 2006, Madonna a inclus une version rock de Ray of Light comme deuxième chanson du troisième acte du spectacle, le segment Glam-Punk. Pour cette performance, la chanteuse a joué de la guitare électrique et a incité le public à sauter sur place. Elle était accompagnée de six danseurs masculins, vêtus de tenues noires et de cravates blanches faisant une chorégraphie synchronisée. Rolling Stone a qualifié la performance de "hard-rock". Ray of Light a ensuite été interprété par Madonna lors du concert Live Earth 2007 au stade Wembley de Londres, toujours accompagnée d'un guitariste. La performance de Madonna lors de cet événement a été suivie par 4,5 millions de personnes.
Pour le Sticky & Sweet Tour 2008-09, Ray of Light a été inclus comme troisième chanson de l’acte final du spectacle. Lors de la critique de la tournée en 2008, Jim Farber du New York Daily News a qualifié l'interprétation de la chanson de l'un des numéros de danse " avec l'énergie la plus élevée " du spectacle. Le 6 décembre 2016, Madonna a interprété la chanson lors du segment Carpool Karaoke du  Late Late Show avec le présentateur James Corden.

## Reprises et utilisations dans les médias
Pour l' album Running with Scissors de 1999 , Weird Al Yankovic a inclus une version polka de Ray of Light dans le medley Polka Power!.
La chanteuse anglaise Natasha Bedingfield a enregistré une reprise pour le 40e anniversaire de BBC Radio 1. La chanson, interprétée dans l'émission de Chris Moyles le 19 septembre 2007, a été incluse dans l'album de compilation de Radio 1. Established 1967. Bedingfield a déclaré : "J'ai beaucoup de respect pour Madonna après avoir appris à quel point il est difficile de chanter cette chanson. En 2008, Iggy Pop et les Stooges ont interprété Ray of Light ainsi que Burning Up lors de l'intronisation de Madonna au Rock and Roll Hall of Fame. En 2010, la chanson a été incluse dans le film Burlesque lors de la scène montrant le personnage d'Ali (joué par Christina Aguilera) répétant pour son nouveau poste de danseuse dans un salon burlesque ainsi que dans l'épisode "The Power of Madonna" de la série Glee, où elle est diffusée en arrière-fond pendant que l'équipe de pom-pom girls de l'école exécute un numéro d'échasses compliqué . Dans l'épisode "New Kidney in Town" de la série Family Guy en 2011, le personnage principal Peter Griffin est vu dans le clip vidéo de Ray of Light après avoir bu du Red Bull.
En mars 1999, la musique de Ray of Light a été utilisée dans une publicité pour la compagnie de téléphone AT&T . Madonna, qui a rarement autorisé ses chansons à des fins commerciales, a accordé l'autorisation à la société. A ce propos, elle a commenté : "Le thème concerne la communication et la technologie moderne, donc je pense que c'est la combinaison parfaite". Un mois plus tard, elle apparaît dans une publicité pour la marque Max Factor, propriété de Procter & Gamble, pour promouvoir la nouvelle ligne de cosmétiques Max Factor Gold en Europe et en Asie. Les affiches publicitaires montraient la chanteuse dans un style similaire à celui de l'actrice Rita Hayworth, tandis que dans la publicité télévisée, elle apparaissait maquillée sur un plateau de tournage. En 2001, la société Microsoft a obtenu l'autorisation d'utiliser la chanson comme thème principal de sa campagne publicitaire pour Windows XP, la publicité d'une durée de une minute commence avec un homme sautant à travers un champ vert puis s'élevant dans un ciel ensoleillé – un paysage tiré du fond d'écran par défaut de Bliss.

## Classements et certifications

### Classement hebdomadaire
| Classement (1998)                       | Meilleure position |
| --------------------------------------- | ------------------ |
| Allemagne (Media Control AG)            | 28                 |
| Australie (ARIA)                        | 6                  |
| Autriche (Ö3 Austria Top 40)            | 31                 |
| Belgique (Flandre Ultratop 50 Singles)  | 25                 |
| Belgique (Wallonie Ultratop 50 Singles) | 33                 |
| Canada (Top Singles)                    | 3                  |
| Espagne (PROMUSICAE)                    | 1                  |
| France (SNEP)                           | 18                 |
| Irlande (IRMA)                          | 16                 |
| Italie (FIMI)                           | 5                  |
| Nouvelle-Zélande (RMNZ)                 | 9                  |
| Pays-Bas (Nederlandse Top 40)           | 17                 |
| Pays-Bas (Single Top 100)               | 22                 |
| Royaume-Uni (UK Singles Chart)          | 2                  |
| Suède (Sverigetopplistan)               | 14                 |
| Suisse (Schweizer Hitparade)            | 32                 |
| États-Unis (Hot 100)                    | 5                  |
| États-Unis (Adult Pop Songs)            | 39                 |
| États-Unis (Dance Club Songs)           | 1                  |

### Certifications
| Pays              | Certification | Ventes  |
| ----------------- | ------------- | ------- |
| Australie (ARIA)  | Or            | 35 000  |
| États-Unis (RIAA) | Or            | 500 000 |
| Royaume-Uni (BPI) | Or            | 400 000 |

### Versions
| 1. | Ray of light (Version Album) | 5:19 |
| 2. | Has to Be (Non-LP Track)     | 5:15 |

## Crédits
- Réalisateur : Jonas Akerlund
- Producteur : Nicola Doring
- Producteur exécutif : Billy Poveda
- Directeur de la photographie : Henrik Halvarsson
- Éditeur : Jonas Akerlund
- Production Company : Oil Factory Inc